# Neil Tesser
Neil Tesser (* 1951) ist ein US-amerikanischer Jazzjournalist und -autor, der in Chicago lebt.
Tesser berichtet seit mehr als 40 Jahren über den Jazz in Chicago; er hat ebenso für die Chicago Sun-Times, den Chicago Reader und USA Today geschrieben wie für den Playboy und den Rolling Stone; auch gestaltete er Sendungen für den Chicagoer Radiosender WBEZ-FM und das National Public Radio. Weiter ist er assoziierter Herausgeber des Down Beat. Sein Buch Playboy Guide to Jazz wurde 1998 veröffentlicht. Für mehr als 350 Alben hat er Liner Notes verfasst; 2013 legte er eine Biografie über Gary Burton vor (Learning to Listen: The Jazz Journey of Gary Burton). Ferner gehört er zum Lehrkörper der Chicago School of Theatre & Music an der University of Illinois. Er war Vizepräsident des Kuratoriums der National Academy of Recording Arts and Sciences.

## Preise und Auszeichnungen
2001 erhielt er einen Deems Taylor Award der ASCAP. Für seine Radioarbeiten wurde er mit dem ersten Willis Conover Award der  Jazz Journalists Association ausgezeichnet und wurde 2012 auch für deren Preis für das Lebenswerk eines Jazzjournalisten nominiert. 2014 erhielt er einen Grammy für seine Liner Notes zum wiederaufgelegten Album Afro Blue Impressions von John Coltrane.